# Café Jerusalem
Café Jerusalem è un album dei Radiodervish uscito nel 2015.

## Descrizione
Come suggerisce il titolo, l'album è ispirato alle atmosfere dei bar di Gerusalemme negli anni '40 del ventesimo secolo.
L'album è stato pubblicato anche in vinile ed è stato co-prodotto dalla regione Puglia.

## Tracce
1. Cardamon - 3:17
2. Nura - 4:56
3. Promenade (Intro) - 1:21
4. Promenade - 5:01
5. Hakawati - 3:58
6. Love me in Jerusalem - 4:08
7. Musrara - 5:01
8. Jaffa Gate - 4:09
9. Out of time - 5:04